# Borsodnádasd
Borsodnádasd es una pequeña ciudad industrial en el condado de Borsod-Abaúj-Zemplén, en el norte de Hungría. Se encuentra a 80 kilómetros de la capital del condado, Miskolc, y a 10 de la capital del distrito, Ózd.

## Historia
Borsodnádasd se menciona por primera vez en documentos en 1210, como Nádasd. En 1332, ya contaba con una iglesia. En la Edad Media, pertenecía a la familia Nádasdy.
La industrialización comenzó con la apertura de las minas de carbón en el siglo XIX.
En 1903, el pueblo pasó a llamarse Borsodnádasd.
A Borsodnádasd se le concedió el estatus de ciudad en 2001.